# Orera (kommunhuvudort)
Orera är en kommunhuvudort i Spanien.   Den ligger i provinsen Provincia de Zaragoza och regionen Aragonien, i den nordöstra delen av landet, 210 km nordost om huvudstaden Madrid. Orera ligger 754 meter över havet och antalet invånare är 132.
Terrängen runt Orera är lite kuperad.Runt Orera är det mycket glesbefolkat, med 7 invånare per kvadratkilometer. Närmaste större samhälle är Calatayud, 15,0 km väster om Orera. Omgivningarna runt Orera är i huvudsak ett öppet busklandskap.